# R.S.C. Anderlecht
Royal Sporting Club Anderlecht, thường được gọi là Anderlecht (tiếng Hà Lan: [ˈɑndərlɛxt] ⓘ, tiếng Pháp: [ɑ̃dɛʁlɛkt]) hay RSCA (tiếng Hà Lan: [ˌɛr.ɛs.seːˈaː, -ˈʔaː], tiếng Pháp: [ɛʁ.ɛs.se.ɑ]), là câu lạc bộ bóng đá thành công và nổi tiếng nhất Bỉ với 29 lần vô địch Bỉ và 5 lần đoạt cúp bóng đá châu Âu. Thành lập năm 1908, tham gia giải hạng nhất Bỉ từ mùa bóng 1935-1936. Tính từ đó đến nay, Anderlecht chỉ 2 lần không nằm trong 5 đội hàng đầu của giải vô địch Bỉ (1952 và 1973).

## Thành tích
- Giải vô địch bóng đá Bỉ:
  - Vô địch (33): 1946-47, 1948-49, 1949-50, 1950-51, 1953-54, 1954-55, 1955-56, 1958-59, 1961-62, 1963-64, 1964-65, 1965-66, 1966-67, 1967-68, 1971-72, 1973-74, 1980-81, 1984-85, 1985-86, 1986-87, 1990-91, 1992-93, 1993-94, 1994-95, 1999-2000, 2000-01, 2003-04, 2005-06, 2006-07, 2009-10, 2011-12, 2012-13, 2013-14
  - Á quân (20): 1943-44, 1947-48, 1952-53, 1956-57, 1959-60, 1975-76, 1976-77, 1977-78, 1978-79, 1981-82, 1982-83, 1983-84, 1988-89, 1989-90, 1991-92, 1995-96, 2002-03, 2004-05, 2007-08, 2008-09
- Giải vô địch bóng đá hạng hai Bỉ:
  - Vô địch (2): 1923-24, 1934-35
- Cúp bóng đá Bỉ:
  - Vô địch (9): 1964-65, 1971-72, 1972-73, 1974-75, 1975-76, 1987-88, 1988-89, 1993-94, 2007-08
  - Á quân (4): 1965-66, 1976-77, 1996-97, 2014-15
- Cúp Liên đoàn bóng đá Bỉ:
  - Vô địch (1): 1999-2000
- Siêu cúp bóng đá Bỉ:
  - Vô địch (12): 1985, 1987, 1993, 1995, 2000, 2001, 2006, 2007, 2010, 2012, 2013, 2014
- Trofeo Santiago Bernabéu:
  - Hạng nhì (1): 2006
- UEFA Cup Winners' Cup/Cúp C2
  - Vô địch (2): 1975-76, 1977-78
  - Á quân (2): 1976-77, 1989-90
- Tập tin:UEFA Cup (adjusted).png UEFA Cup:
  - Vô địch (1): 1982-83
  - Á quân (2): 1969-70, 1983-84
- UEFA Super Cup/Siêu cúp bóng đá châu Âu:
  - Vô địch (2): 1975-76, 1977-78

## Cầu thủ

### Đội hình hiện tại
Tính đến ngày 6/2/2024
Ghi chú: Quốc kỳ chỉ đội tuyển quốc gia được xác định rõ trong điều lệ tư cách FIFA. Các cầu thủ có thể giữ hơn một quốc tịch ngoài FIFA.
| Số | VT | Quốc gia  | Cầu thủ                               |
| -- | -- | --------- | ------------------------------------- |
| 1  | TM | Đan Mạch  | Kasper Schmeichel                     |
| 5  | HV | Sénégal   | Moussa N'Diaye                        |
| 7  | TV | Bỉ        | Francis Amuzu                         |
| 10 | TV | Bỉ        | Yari Verschaeren                      |
| 11 | TĐ | Bỉ        | Thorgan Hazard                        |
| 12 | TĐ | Đan Mạch  | Kasper Dolberg                        |
| 14 | HV | Bỉ        | Jan Vertonghen (đội trưởng)           |
| 15 | HV | Thụy Điển | Ludwig Augustinsson (mượn từ Sevilla) |
| 16 | TM | Đan Mạch  | Mads Kikkenborg                       |
| 17 | TV | Bỉ        | Théo Leoni                            |
| 18 | TV | Ghana     | Majeed Ashimeru                       |
| 20 | TĐ | Argentina | Luis Vázquez                          |
| 21 | TV | Guinée    | Amadou Diawara                        |

| Số | VT | Quốc gia  | Cầu thủ                            |
| -- | -- | --------- | ---------------------------------- |
| 22 | HV | Bỉ        | Louis Patris                       |
| 23 | TV | Bỉ        | Mats Rits                          |
| 25 | TV | Đan Mạch  | Thomas Delaney (mượn từ Sevilla)   |
| 26 | TM | Bỉ        | Colin Coosemans                    |
| 29 | TĐ | Bỉ        | Mario Stroeykens                   |
| 32 | TĐ | Ecuador   | Nilson Angulo                      |
| 33 | HV | Argentina | Federico Gattoni (mượn từ Sevilla) |
| 36 | TV | Đan Mạch  | Anders Dreyer                      |
| 54 | HV | Bỉ        | Killian Sardella                   |
| 56 | HV | Bỉ        | Zeno Debast                        |
| 61 | TV | Na Uy     | Kristian Arnstad                   |
| 63 | TM | Bỉ        | Timon Vanhoutte                    |
| 77 | TV | Anh       | Tudor Mendel-Idowu                 |

### Theo hợp đồng
Ghi chú: Quốc kỳ chỉ đội tuyển quốc gia được xác định rõ trong điều lệ tư cách FIFA. Các cầu thủ có thể giữ hơn một quốc tịch ngoài FIFA.
| Số | VT | Quốc gia | Cầu thủ          |
| -- | -- | -------- | ---------------- |
| —  | TĐ | Bỉ       | Antoine Colassin |

### Cho mượn
Ghi chú: Quốc kỳ chỉ đội tuyển quốc gia được xác định rõ trong điều lệ tư cách FIFA. Các cầu thủ có thể giữ hơn một quốc tịch ngoài FIFA.
| Số | VT | Quốc gia | Cầu thủ                                     |
| -- | -- | -------- | ------------------------------------------- |
| —  | HV | Bỉ       | Marco Kana (tại Kortrijk đến 30/6/2024)     |
| —  | TV | Nigeria  | Ishaq Abdulrazak (tại Häcken đến 30/6/2024) |

| Số | VT | Quốc gia | Cầu thủ                                     |
| -- | -- | -------- | ------------------------------------------- |
| —  | TV | Pháp     | Alexis Flips (tại Ankaragücü đến 30/6/2024) |